# Вика чотиринасінна
Вика чотиринасінна, горошок чотиринасінний (Vicia tetrasperma) — вид рослин родини бобові (Fabaceae), Поширений у Європі, Азії та Північній Африці.

## Опис
Однорічна трав'яниста рослина 20–50(60) см завдовжки. Стебла виткі, сильно розгалужені, стрункі. Китиці з 1–2 квіток, рівні або коротші листків; прилистки 2–3 мм довжиною; листки 2–4 см; листочки 2–6-парні, довгасті або лінійні, 6–7 × ≈ 3 мм. Чашечка косо дзвоноподібна. Віночок 3–5 мм довжиною, блідо-блакитний, блідо-фіолетовий, блідо-рожевий, або білий; біб довгастий, 8–12 × 2–4 мм, голий, з 4 сплющено-сфероїдними насінням. 2n = 14.

## Поширення
Поширений у Європі (вся крім Ісландії), в помірній і тропічній Азії (аж до Японії) та Північній Африці; натуралізований в деяких інших частинах світу.
В Україні зростає на луках, в чагарниках і посівах — на всій території.

## Галерея

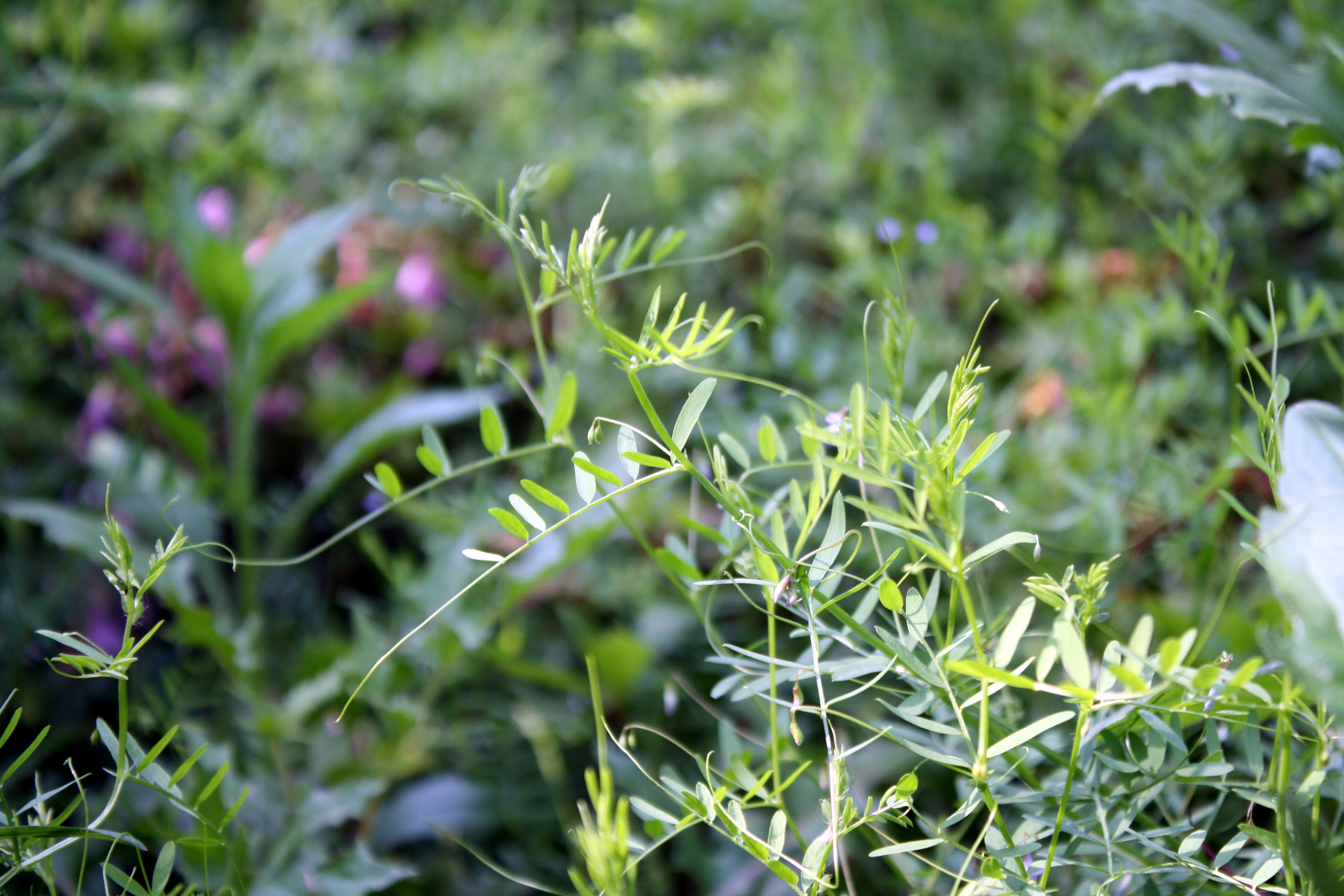
рослина
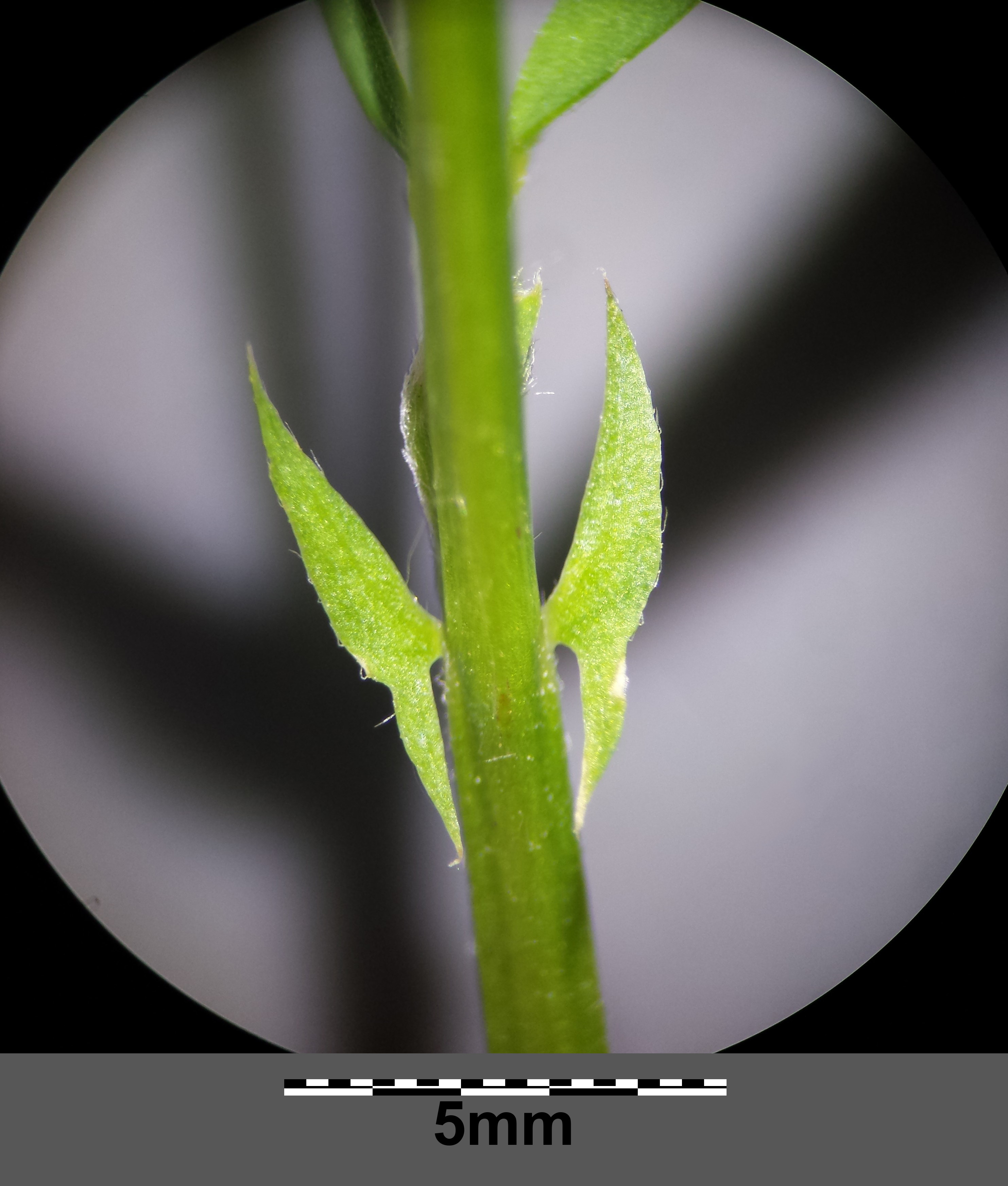
стебло з прилистками
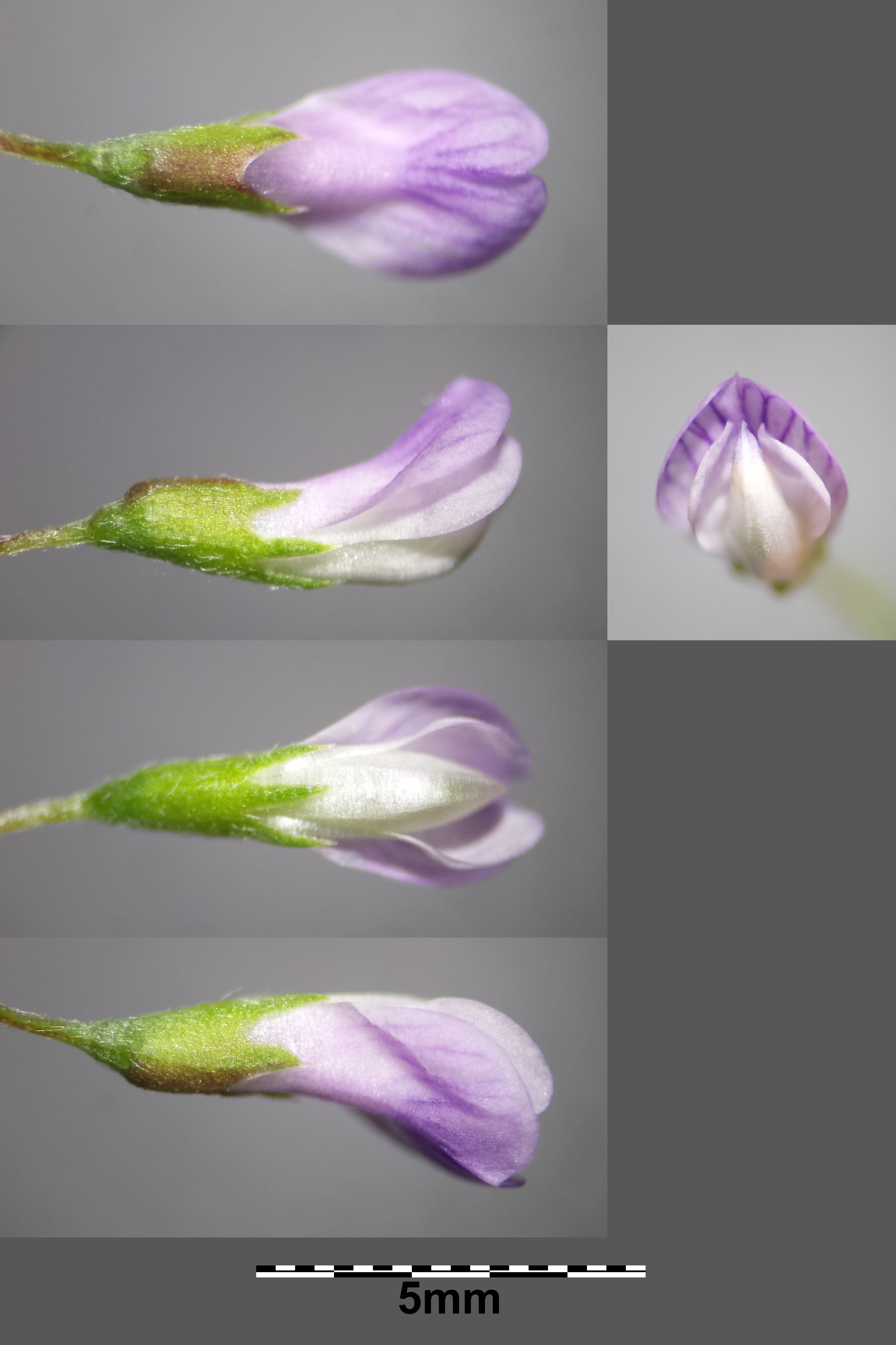
квітка
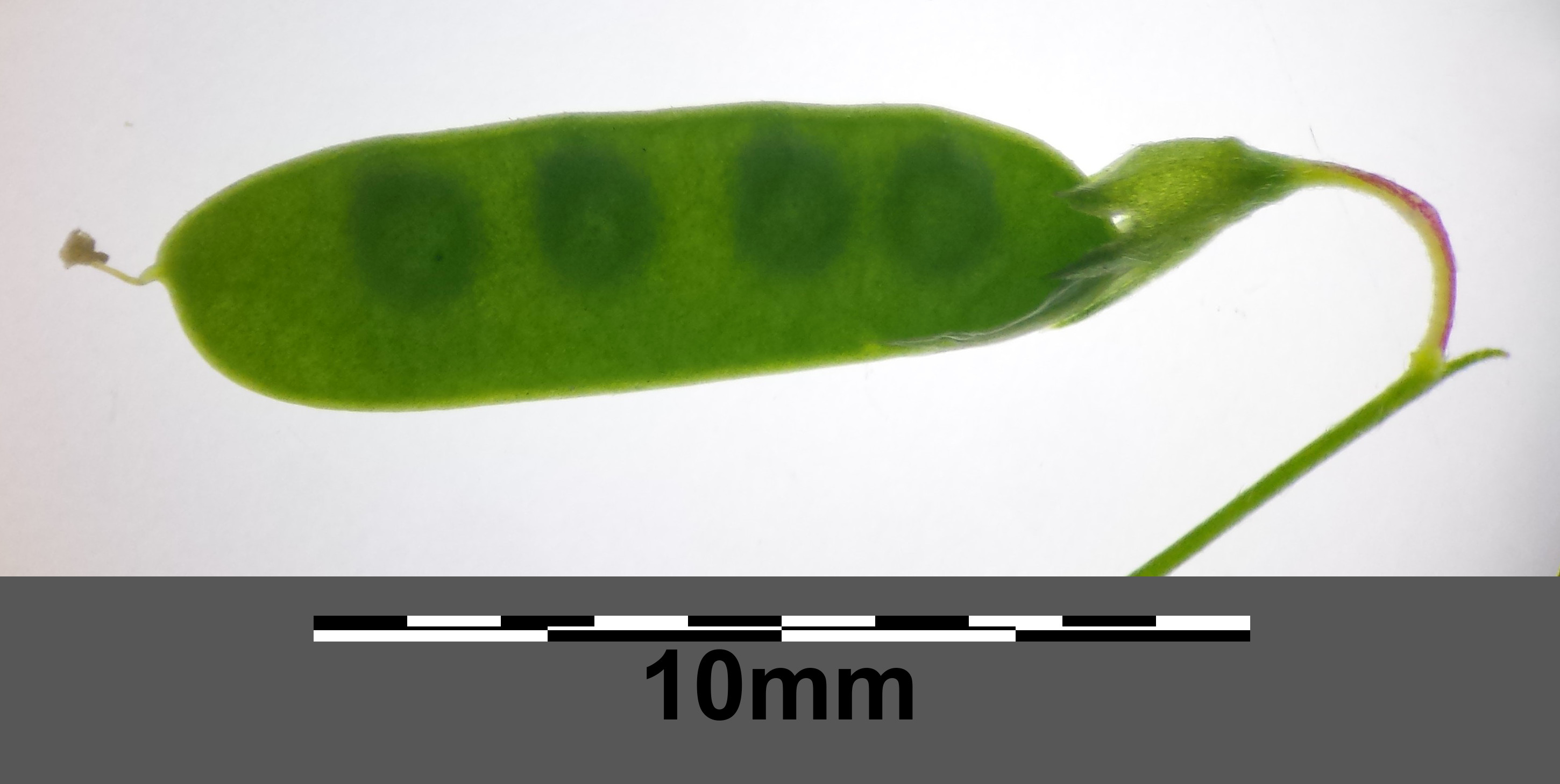
плід
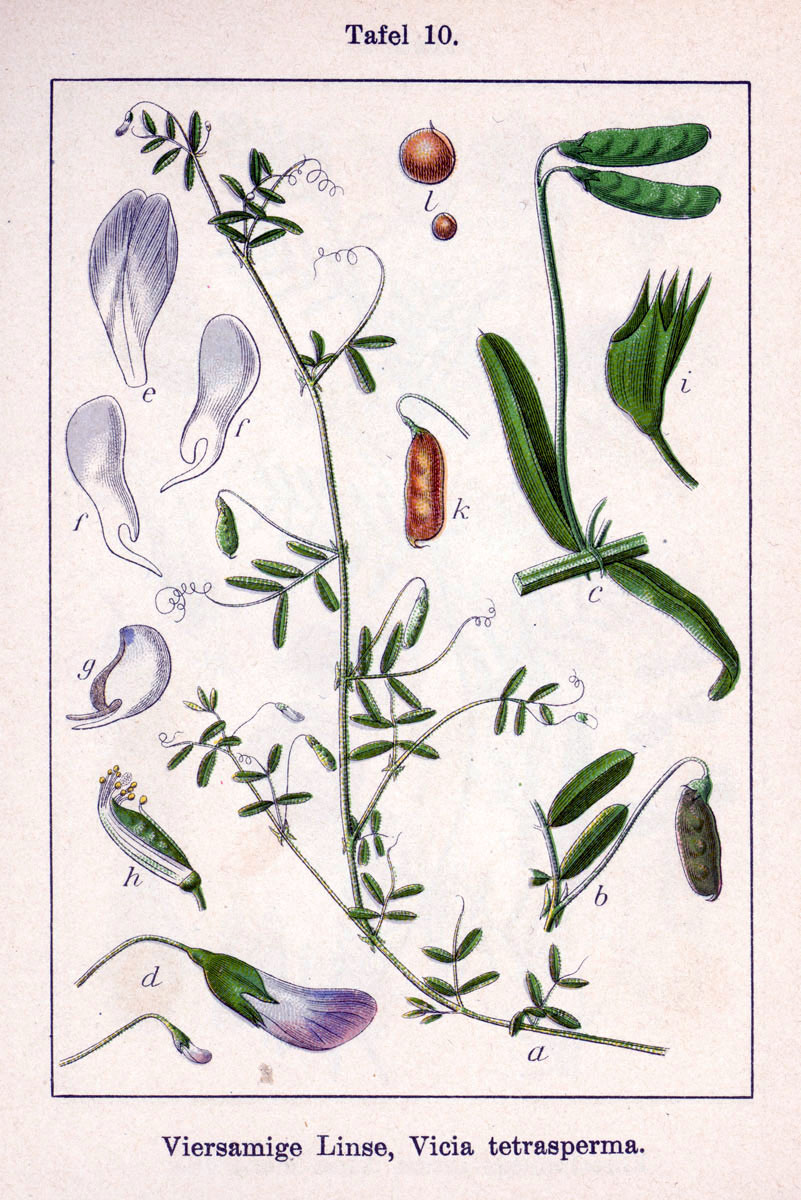
ілюстрація